# Kiểm duyệt bởi Google
Kiểm duyệt của Google là việc Google loại bỏ hoặc bỏ trống thông tin khỏi các dịch vụ của công ty này hoặc của các công ty con, như YouTube, để tuân thủ các chính sách của công ty, các yêu cầu pháp lý hoặc các luật kiểm duyệt của chính phủ khác nhau. Sự kiểm duyệt của Google có sự khác nhau đối với từng quốc gia và các quy định của họ, từ quảng cáo đến các bài phát biểu. Theo năm tháng, các chính sách chặn và mục tiêu kiểm duyệt của công cụ tìm kiếm này cũng khác nhau và là đề tài của các cuộc tranh luận về sự che chặn trên internet.
Nhiều chính phủ đã yêu cầu Google kiểm duyệt những gì họ xuất bản. Năm 2012, Google quyết định ủng hộ hơn một nửa số yêu cầu họ nhận được thông qua các lệnh của tòa án và các cuộc gọi điện thoại. Điều này không bao gồm Trung Quốc và Iran, những nước chặn hoàn toàn trang web của họ.

## Tìm kiếm Google
Tại Hoa Kỳ, Google thường lọc bỏ các kết quả tìm kiếm để tuân thủ các khiếu nại pháp lý liên quan đến Đạo luật bản quyền kỹ thuật số thiên niên kỷ, chẳng hạn như năm 2002 khi Google lọc bỏ các trang web cung cấp thông tin chỉ trích Khoa luận giáo.
Tại Vương quốc Anh, có thông tin rằng Google đã xóa khỏi danh mục trang Inquisition 21st century, một trang web tuyên bố thách thức các ý tưởng độc đoán đạo đức và tuyệt đối giới tính ở Vương quốc Anh. Google sau đó đã thông cáo báo chí nói rằng Inquisition 21 đã cố gắng thao túng kết quả tìm kiếm. Ở Đức và Pháp, một nghiên cứu báo cáo rằng khoảng 113 người theo chủ nghĩa dân tộc da trắng, phát xít, chống Do Thái, cực đoan Hồi giáo và các trang web khác đã bị xóa khỏi các phiên bản Google ở Đức và Pháp. Google đã tuân thủ các luật này bằng cách không bao gồm các trang web như vậy trong kết quả tìm kiếm của mình. Tuy nhiên, Google có liệt kê số lượng kết quả bị loại trừ ở cuối trang kết quả tìm kiếm và để liên kết đến Lumen (trước đây là Chilling Effects) làm lời giải thích.

### Bán thuốc trực tuyến
Sau một thỏa thuận với Cục Quản lý Thực phẩm và Dược phẩm Hoa Kỳ, Google Adwords dừng quảng cáo các hãng thuốc Canada nào cho phép người Mỹ mua các đơn thuốc rẻ hơn trong nước, Google đã đồng ý tuân thủ nhiều yêu cầu và đề ra nhiều biện pháp để hạn chế hiển thị "các hãng thuốc trôi nổi". Google và các thành viên khác của Trung tâm vì Dược phẩm An toàn trên mạng đang hợp tác loại bỏ các nhà thuốc bất hợp pháp khỏi danh sách kết quả tìm kiếm và tham gia "Chiến dịch Pangea" cùng FDA và Interpol.